# Sant Julià de Boix
Sant Julià de Boix és una església del poble abandonat de Boix, al municipi d'Ivars de Noguera (Noguera) protegida com a bé cultural d'interès local. És al costat del pantà de Santa Anna, al vessant esquerre de la Noguera Ribagorçana.

## Història
L'església de Sant Julià de Boix era l'antiga parròquia del poble i antic terme del castell de Boix. Fou una dependència de l'abadiat d'Àger, vinculació que es documenta des de la segona meitat del segle xiii. La parròquia de Boix fou abandonada als anys seixanta del segle xx arran la construcció del pantà de Santa Anna. El poble de Boix fou annexat a Ivars el 1964. Entre les esglésies subjectes a Àger que es consignen a la butlla del papa Alexandre III de l'any 1179 s'esmenten les «ecclesias de Buxo com earum pertinentiis». A dates posteriors també es fa evident aquesta situació que implicava que l'abat d'Àger, entre altres drets, nomenés els rectors de la parròquia. En una relació d'esglésies de l'abadiat del 1373 hi consta novament Sant Julià de Boix, de la qual depenia com a sufragània en aquells moments l'església de Santa Maria del Salgar (Llitera), situada a la dreta de la Noguera Ribagorçana, davant de Boix. Als segles següents aquesta vinculació es mantingué i encara formava part de l'arxiprestat d'Àger l'any 1783.

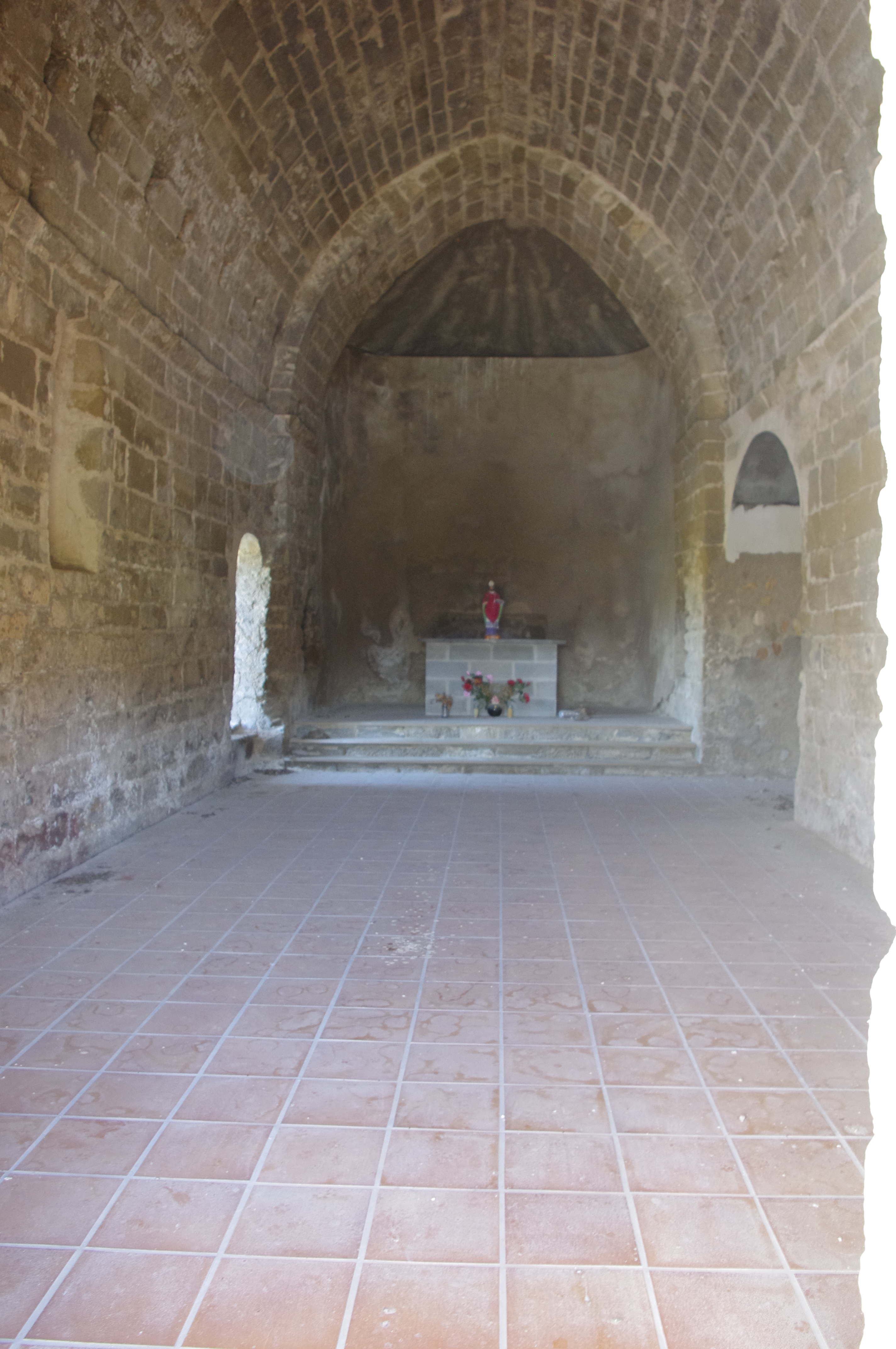
Interior de l'església de Sant Julià de Boix (2015)

## Arquitectura
És un edifici d'una sola nau coberta per una volta de canó de perfil marcadament apuntat i capçada a llevant per un absis semicircular, precedit d'un profund arc presbiteral, en els brancals del qual es conserven dos nínxols molt ben aparellats. L'absis semicircular ha estat transformat en un presbiteri poligonal que conserva el perímetre exterior original i part del perímetre interior al sector que era ocupat pel massís d'obra de l'altar. Aquesta reforma devia ser contemporània de la construcció del cor, adossat als peus de la nau i la sagristia, adossada a l'angle nord-est de la nau. A la façana de ponent hi ha la porta resolta en arc de mig punt amb les dovelles extradossades per un guardapols. A la mateixa façana hi ha una finestra modificada i un campanar d'espadanya de dos ulls. Les façanes són totalment d'ornamentació, llevat del ràfec molt erosionat que és suportat per un fris de mènsules llises. L'aparell és format de carreus de gres ben tallats i escairats, amb la superfície treballada a escoda.
La tecnologia constructiva i les proporcions dels espais interiors posen en evidència les fórmules característiques de l'arquitectura de la plenitud del segle xiii, dins els paràmetres de l'escola de Lleida, però sense la seva concepció ornamental.